# Torp köpcentrum
Torp är ett köpcentrum som ligger vid E6 cirka sju kilometer väster om Uddevalla, som år 2025 har omkring 100 butiker, restauranger och caféer fördelat på två byggnader, med 1000 anställda och 3 300 parkeringsplatser.

## Historik
- 1991 invigdes Torp köpcentrum och alla butiker var då tillgängliga från en lång promenadgata utomhus, däribland ICA Maxi, Obs! och en fackhandelsdel med omkring 25 butiker.

- 1998 byggdes handelsplatsen ut och blev väderskyddad. Den omfattade därmed drygt 60 butiker och ändrade karaktär från volym- och lågprishandel till ett fullsortimentscentrum, med stort inslag av modebutiker.

- 2000 invigdes Uddevallabron, som medförde att boende söder om Uddevalla fick omkring 15 minuter kortare restid till Torp köpcentrum. På våren invigdes det som brukar kallas västra Torp, ett kompletterande fackhandelshus med 20 butiker inom hem och fritid och därtill Bauhaus. Torp hade därmed drygt 80 butiker totalt.

- 2006 färdigställdes bebyggelsen på andra sidan länsväg 161. Där märks Biltema och Plantagen. Torp köpcentrum ägdes till en början av Steen & Ström Sverige AB.

- 2012 Rusta etablerade sig på Torp. [1]

- 2013 Max Hamburgerrestauranger etablerade sig på Torp.[2]

- 2015 förvärvades Coops fastighet av Thon Property AB.[3]

- I november 2016 förvärvade Thon Property AB fastigheterna (Northman och FAB Uddevallatorpet) som går under namnet Torp köpcentrum av Steen & Strøms .[4]

- 2018–2020 renoverade fastighetsägaren Thon Property AB och byggde även ut Torp köpcentrum. 2022 fortsatte ombyggnation av Torp Köpcentrum och 2024 stod allt klart. Idag består Torp Köpcentrum av ca 100 butiker och ligger på en handelsplats som består av goda grannar som Biltema, Ikea, Plantagen, Jula, Elgiganten, Bauhaus och ca 15 butiker till.

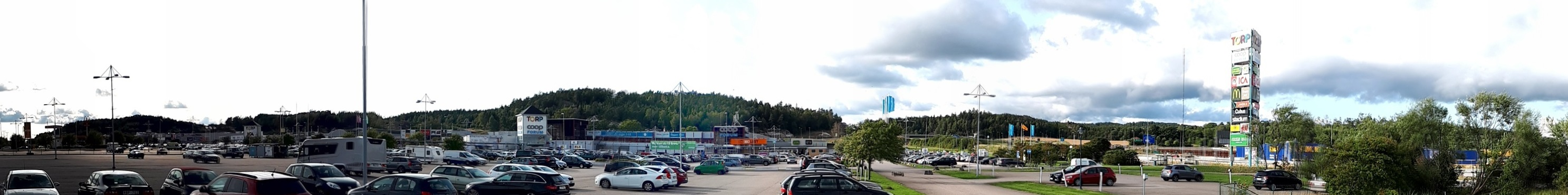
Panorama av Torp Köpcentrum

## Torps bussterminal
En ny bussterminal invigdes 15 juni 2014 på Torp. Bussterminalen har tolv bussfickor och ligger parallellt med E6 på västra Torp och i direkt anslutning till den nya pendelparkeringen som har 280 parkeringsplatser och laddplatser för elbilar. Intill terminalen finns också en ny servicebyggnad med offentliga självrengörande toaletter. För bussresenärer finns en ny gång- och cykelväg från bussterminalen till Torp köpcentrum, samt till anslutande gång- och cykelväg i tunnel under E6 över till östra Torp.

## Östra Torp Handelsplats
Den 15 november 2007 offentliggjordes att Ikea hade köpt cirka 100 000 kvadratmeter och att Ikano Retail Centres hade köpt cirka 90 000 kvadratmeter jordbruksmark öster om Torp köpcentrum. Ikea-varuhuset öppnade där den 8 maj 2013. Ikano Retail Centres köpcentrum öppnades den 26 september 2013 på Östra Torp Handelsplats. Ankarhyresgäster är City Gross och Jula AB. Därutöver finns där: , Elgiganten, Kronans Droghandel, Arken Zoo, Stadium Outlet, Dollar Store, Kung sängen, Seng och Jysk. Ikea Centres sålde 2017 Östra Torp till det engelska bolaget Savills IM.
Lidl etablerade en matbutik på Torpområdet lagom till julhandeln år 2020.

## Södra Torp
På Södra Torp hittar du butikerna Plantagen, Jysk, Biltema, Rusta, Hööks, Doktorn på Torp, MAX, Chop Chop Asien Express, 

## Sydöstra Torp
På Sydöstra Torp Uddevalla finns planer på ett konferenshotell med 320 rum som ska byggas på en bergsplatå 135 meter över havet. Hotellet väntas bli 85 meter högt, med 29 våningar. I den sydöstra delen av programområdet beräknas hotellanläggningen, inklusive parkering, uppta cirka 18 000 m².